# 1897 год
1897 (ты́сяча восемьсо́т девяно́сто седьмо́й) год  по григорианскому календарю — невисокосный год, начинающийся в пятницу. Это 1897 год нашей эры, 7‑й год 10‑го десятилетия XIX века 2‑го тысячелетия, 8‑й год 1890‑х годов. Он закончился 128 лет назад.
| Пн | Вт | Ср | Чт | Пт | Сб | Вс |
|    |    |    |    | 1  | 2  | 3  |
| 4  | 5  | 6  | 7  | 8  | 9  | 10 |
| 11 | 12 | 13 | 14 | 15 | 16 | 17 |
| 18 | 19 | 20 | 21 | 22 | 23 | 24 |
| 25 | 26 | 27 | 28 | 29 | 30 | 31 |

| Пн | Вт | Ср | Чт | Пт | Сб | Вс |
| 1  | 2  | 3  | 4  | 5  | 6  | 7  |
| 8  | 9  | 10 | 11 | 12 | 13 | 14 |
| 15 | 16 | 17 | 18 | 19 | 20 | 21 |
| 22 | 23 | 24 | 25 | 26 | 27 | 28 |

| Пн | Вт | Ср | Чт | Пт | Сб | Вс |
| 1  | 2  | 3  | 4  | 5  | 6  | 7  |
| 8  | 9  | 10 | 11 | 12 | 13 | 14 |
| 15 | 16 | 17 | 18 | 19 | 20 | 21 |
| 22 | 23 | 24 | 25 | 26 | 27 | 28 |
| 29 | 30 | 31 |    |    |    |    |

| Пн | Вт | Ср | Чт | Пт | Сб | Вс |
|    |    |    | 1  | 2  | 3  | 4  |
| 5  | 6  | 7  | 8  | 9  | 10 | 11 |
| 12 | 13 | 14 | 15 | 16 | 17 | 18 |
| 19 | 20 | 21 | 22 | 23 | 24 | 25 |
| 26 | 27 | 28 | 29 | 30 |    |    |

| Пн | Вт | Ср | Чт | Пт | Сб | Вс |
|    |    |    |    |    | 1  | 2  |
| 3  | 4  | 5  | 6  | 7  | 8  | 9  |
| 10 | 11 | 12 | 13 | 14 | 15 | 16 |
| 17 | 18 | 19 | 20 | 21 | 22 | 23 |
| 24 | 25 | 26 | 27 | 28 | 29 | 30 |
| 31 |    |    |    |    |    |    |

| Пн | Вт | Ср | Чт | Пт | Сб | Вс |
|    | 1  | 2  | 3  | 4  | 5  | 6  |
| 7  | 8  | 9  | 10 | 11 | 12 | 13 |
| 14 | 15 | 16 | 17 | 18 | 19 | 20 |
| 21 | 22 | 23 | 24 | 25 | 26 | 27 |
| 28 | 29 | 30 |    |    |    |    |

| Пн | Вт | Ср | Чт | Пт | Сб | Вс |
|    |    |    | 1  | 2  | 3  | 4  |
| 5  | 6  | 7  | 8  | 9  | 10 | 11 |
| 12 | 13 | 14 | 15 | 16 | 17 | 18 |
| 19 | 20 | 21 | 22 | 23 | 24 | 25 |
| 26 | 27 | 28 | 29 | 30 | 31 |    |

| Пн | Вт | Ср | Чт | Пт | Сб | Вс |
|    |    |    |    |    |    | 1  |
| 2  | 3  | 4  | 5  | 6  | 7  | 8  |
| 9  | 10 | 11 | 12 | 13 | 14 | 15 |
| 16 | 17 | 18 | 19 | 20 | 21 | 22 |
| 23 | 24 | 25 | 26 | 27 | 28 | 29 |
| 30 | 31 |    |    |    |    |    |

| Пн | Вт | Ср | Чт | Пт | Сб | Вс |
|    |    | 1  | 2  | 3  | 4  | 5  |
| 6  | 7  | 8  | 9  | 10 | 11 | 12 |
| 13 | 14 | 15 | 16 | 17 | 18 | 19 |
| 20 | 21 | 22 | 23 | 24 | 25 | 26 |
| 27 | 28 | 29 | 30 |    |    |    |

| Пн | Вт | Ср | Чт | Пт | Сб | Вс |
|    |    |    |    | 1  | 2  | 3  |
| 4  | 5  | 6  | 7  | 8  | 9  | 10 |
| 11 | 12 | 13 | 14 | 15 | 16 | 17 |
| 18 | 19 | 20 | 21 | 22 | 23 | 24 |
| 25 | 26 | 27 | 28 | 29 | 30 | 31 |

| Пн | Вт | Ср | Чт | Пт | Сб | Вс |
| 1  | 2  | 3  | 4  | 5  | 6  | 7  |
| 8  | 9  | 10 | 11 | 12 | 13 | 14 |
| 15 | 16 | 17 | 18 | 19 | 20 | 21 |
| 22 | 23 | 24 | 25 | 26 | 27 | 28 |
| 29 | 30 |    |    |    |    |    |

| Пн | Вт | Ср | Чт | Пт | Сб | Вс |
|    |    | 1  | 2  | 3  | 4  | 5  |
| 6  | 7  | 8  | 9  | 10 | 11 | 12 |
| 13 | 14 | 15 | 16 | 17 | 18 | 19 |
| 20 | 21 | 22 | 23 | 24 | 25 | 26 |
| 27 | 28 | 29 | 30 | 31 |    |    |

## События
- 9 февраля — первая всероссийская перепись населения.
- 4 марта — Уильям Мак-Кинли сменил Гровера Кливленда на посту президента США.
- 13 марта — в США основан Университет штата Калифорния в Сан-Диего.[источник не указан 2445 дней]
- 5 апреля — в Австро-Венгерской империи издан указ, установивший некоторое равноправие немецкого и чешского языков в судах и учреждениях Чехии и Моравии[1].
- 17 апреля — Османская империя объявила войну Греции, поддержавшей восстание на острове Крит[2].
- 15 мая — в Санкт-Петербурге вышел в свет первый номер журнала «Русское экономическое обозрение» под редакцией М. М. Фёдорова.
- 17 мая — в результате обмена нотами, начатого 8 мая, заключено Австро-русское соглашение о сохранении статус-кво на Балканском полуострове[1].
- 19 мая — закончился срок заключения Оскара Уайльда в Редингской тюрьме.
- 6 июня — начался Вимбергский съезд Социал-демократической партии Австрии, завершившийся 12 июня расчленением партии на национальные социал-демократические группы[1].
- 12 июня — Ассамское землетрясение на северо-западе Индии на площади в 23 000 км².
- 22 июня — празднование бриллиантового юбилея королевы Виктории[3].
- 8 августа — на испанском курорте Санта-Агеда итальянским анархистом Микеле Анджиолилло убит премьер-министр Испании Антонио Кановас дель Кастильо. Пост премьер-министра временно занял генерал Марсело Аскаррага[4].
- 12 октября — состоялся первый футбольный матч, зафиксированный и анонсированный российский спортивной печатью. Играли команды «Санкт-Петербургского кружка любителей футбола» («Спорт») и «Василеостровского общества футболистов», последние победили со счётом 6:0.
- 1 ноября — студенты Туринского университета основали знаменитый итальянский футбольный клуб «Ювентус».
- 25 ноября — Испания предоставила Кубе автономию, однако война за освобождение острова продолжилась[5].
- Курт Гензель ввёл p-адические числа.
- Денежная реформа Витте.
- Феликс Хоффманн синтезирует аспирин и героин.

## Родились
См. также: Категория:Родившиеся в 1897 году
- 6 января — Ференц Салаши, венгерский политический и государственный деятель, коллаборационист(казнён 1946).
- 19 января — Эмиль Морис, личный телохранитель Гитлера (ум. 1972).
- 23 января — Ева Симонайтите, литовская писательница (ум. 1978).
- 4 февраля — Людвиг Эрхард, западногерманский экономист и государственный деятель (ум. 1977).
- 10 февраля — Джон Фрнклин Эндерс, американский вирусолог, лауреат Нобелевской премии (ум. 1985).
- 1 марта — Константин Владимирович Чибисов, советский физико-химик (ум. 1988).
- 6 марта — Йозеф Берхтольд, государственный и политический деятель нацистской Германии. Фактически — первый руководитель СС, второй рейхсфюрер СС (с 1 ноября 1926 по 1927). Обергруппенфюрер СА (30 января 1942).
- 24 марта — Вильгельм Райх, австрийский и американский психолог, один из основоположников европейской школы психоанализа (ум. 1957).
- 28 марта — Херардо Матос Родригес, аргентинский и уругвайский композитор и журналист, автор Кумпарситы (ум. 1948) .
- 17 апреля — Торнтон Уайлдер, американский прозаик, драматург и эссеист (ум. 1975).
- 18 апреля — Шовкет Мамедова, азербайджанская оперная певица и педагог, народная артистка СССР (ум. 1981).
- 19 апреля — Дзироэмон Кимура, японский долгожитель, старейший из когда-либо живших на земле людей, чей возраст установлен достоверно (ум. 2013).
- 14 мая — Роберт Людвигович Бартини, советский авиаконструктор (ум. 1974).
- 18 мая — Фрэнк Капра, американский кинорежиссёр, лауреат премии «Оскар» (ум. 1991).
- 23 мая — Игорь Евгеньевич Аничков, советский лингвист (ум. 1978).
- 27 мая — Джон Кокрофт, британский физик, лауреат Нобелевской премии по физике (1951) (ум. 1967).
- 29 мая (11 июня) — Татьяна Николаевна (великая княжна), вторая дочь императора Николая II и императрицы Александры Фёдоровны (расстреляна 1918).
- 7 июня — Владимир Харитонович Василенко, советский терапевт (ум. 1987).
- 12 июня — Энтони Иден, британский политик, государственный деятель, премьер-министр Великобритании (1955—1957) (ум. 1977).
- 16 июня — Георг Виттиг, немецкий химик-органик, лауреат Нобелевской премии по химии (1979).
- 22 июня — Бюль-Бюль, советский и азербайджанский оперный певец-тенор, народный артист СССР (ум. 1961).
- 6 июля — Анатолий Борисович Мариенгоф, русский поэт-имажист, драматург, мемуарист (ум. 1962).
- 20 июля — Тадеуш Рейхштейн, швейцарский химик, лауреат Нобелевской премии по физиологии и химии (1950) (ум. 1996).
- 2 августа — Михаил Леонидович Слонимский, русский советский писатель (ум. 1972).
- 11 августа — Энид Блайтон, английская детская писательница (ум. 1968).
- 10 сентября — Жорж Батай, французский философ и писатель (ум. 1962).
- 12 сентября — Ирен Жолио-Кюри, французский физик и химик, лауреат Нобелевской премии по химии (1935) (ум. 1956).
- 25 сентября — Уильям Фолкнер, американский писатель, лауреат Нобелевской премии по литературе 1949 года (ум. 1962).
- 3 октября — Луи Арагон, французский поэт и прозаик, участник движения Сопротивления в годы Второй мировой войны (ум. 1982).
- 15 октября — Илья Арнольдович Ильф, русский советский писатель, драматург. сценарист, фотограф, журналист (ум. 1937).
- 29 октября — Йозеф Геббельс, рейхсминистр народного просвещения и пропаганды нацистской Германии (совершил самоубийство в 1945).
- 15 ноября — Эньюрин Бивен, британский политик-лейборист (ум. 1960).
- 24 ноября — Чарльз «Лаки» Лучано американский гангстер, итальянского происхождения (ум. 1962).
- 26 декабря — Стивен Кэмпбелл, первый гайанский политический и общественный деятель (ум. 1966).
- 28 декабря — Иван Степанович Конев, советский полководец, Маршал Советского Союза (ум. 1973).
- 29 декабря — Георгий Авдеевич Раевский, русский поэт и прозаик, автор статей о театре (ум. 1963).

## Скончались
См. также: Категория:Умершие в 1897 году
- 19 февраля — Карл Теодор Вейерштрасс, немецкий математик (род. 1815).
- 11 марта — Друммонд Генри, шотландский богослов-натуралист, путешественник и писатель (род. 1851).
- 20 марта — Аполлон Николаевич Майков, русский поэт (род. 1821).
- 3 апреля — Иоганн Брамс, немецкий композитор (род. 1833).
- 12 мая — Минна Кант, финская писательница (род. 1844).
- 18 мая — Николай Алексеевич Любимов, русский физик, публицист (род. 1830).
- 8 августа — Антонио Кановас дель Кастильо, премьер-министр Испании в 1875 — 1881, 1884 — 1885, 1890 — 1892 и 1895 — 1897 годах (род. 1828)
- 12 августа — Фёдор Иванович Буслаев, русский филолог и искусствовед (род. 1818).
- 17 сентября — Елена Сергеевна Горчакова, русский педагог, поэтесса, автор путевых очерков (род. 1824).
- 30 сентября — Фредерик Годфруа (Годефруа), французский филолог и историк литературы, журналист и педагог (род. 1826).
- 2 октября — Хуршидбану Натаван, азербайджанская поэтесса, дочь последнего карабахского хана Мехтикули-хана, внучка Ибрагим Халил-хана (род. 1832).
- 8 октября — Алексей Кондратьевич Саврасов, русский художник (род. 1830).
- 11 октября — Леон Боэльман, французский композитор и органист (род. 1862).
- 18 октября — Евгений Фёдорович Корш, русский журналист, издатель (род. 1810).
- 19 октября — Джордж Мортимер Пульман, американский изобретатель и промышленник, конструктор спальных вагонов (род. 1831).
- 17 декабря — Альфонс Доде, французский писатель (род. 1840).